# 出版品及錄影節目帶分級辦法
《出版品及錄影節目帶分級辦法》是行政院新聞局在陳水扁政府時代所制定的一個中華民國法規命令，該辦法是《兒童及少年福利法》的子法。新聞局聲稱制定該辦法的目的是為保護兒童和青少年，而達到目的之主要手段是對各類出版品加以分級。依照該法，出版品應分為普通級與限制級（但新聞紙不在此限），限制級出版品應一律加以標示、分區陳列、並不得販賣予十八歲以下之人。有不少反對團體認為，此辦法的手段無法達到目的，甚至因為侵害言論自由權利的手段不當，而有違反《中華民國憲法》第23條所揭示的比例原則之虞；但家長團體、教育團體、兒童福利團體等組織則對此大表歡迎之意。

## 發展
中華民國圖書評議委員會在評議圖書分級時，有三種評議結果：一為不適刊行的圖書內容，包括「惡意暴露性器官、渲染性暴力、或其他犯罪行為等違反法令規定」者，都列為不應出版發行而不予分級；另外兩種結果屬可予發行者，其依內容又可分為「普通級」與「限制級」二種。台灣出版業者經過了抵制、抗拒後，行政院新聞局將實施日期由2004年12月1日延後至2005年7月1日，並給予3個月緩衝期，至2005年10月1日正式執行。
而台灣出版業者趕在正式執行前一日（2005年9月30日）成立中華民國出版倫理自律協會（中華出版倫理自律協會前身），為台灣第一個出版品自律組織，首任理事長為木棉花國際總經理康振木，理事包括中華民國圖書發行協進會理事長王承惠、大塊文化董事長郝明義、《新新聞》社長王健壯、國際唱片業交流基金會執行長李瑞斌、青林國際出版公司董事長林訓民等人。
中華民國出版倫理自律協會的目的係協助業者自律，並解答民眾對於出版品分級的疑慮；協會之下將仿效中華民國出版品評議基金會成立「出版品分級評議委員會」，與出版品評議基金會一樣向出版業者收取出版品售價的一定倍數為評議費用，藉此聘請教育、法律、兒少福利專家及教師、家長、出版團體等擔任評議委員。

## 爭議

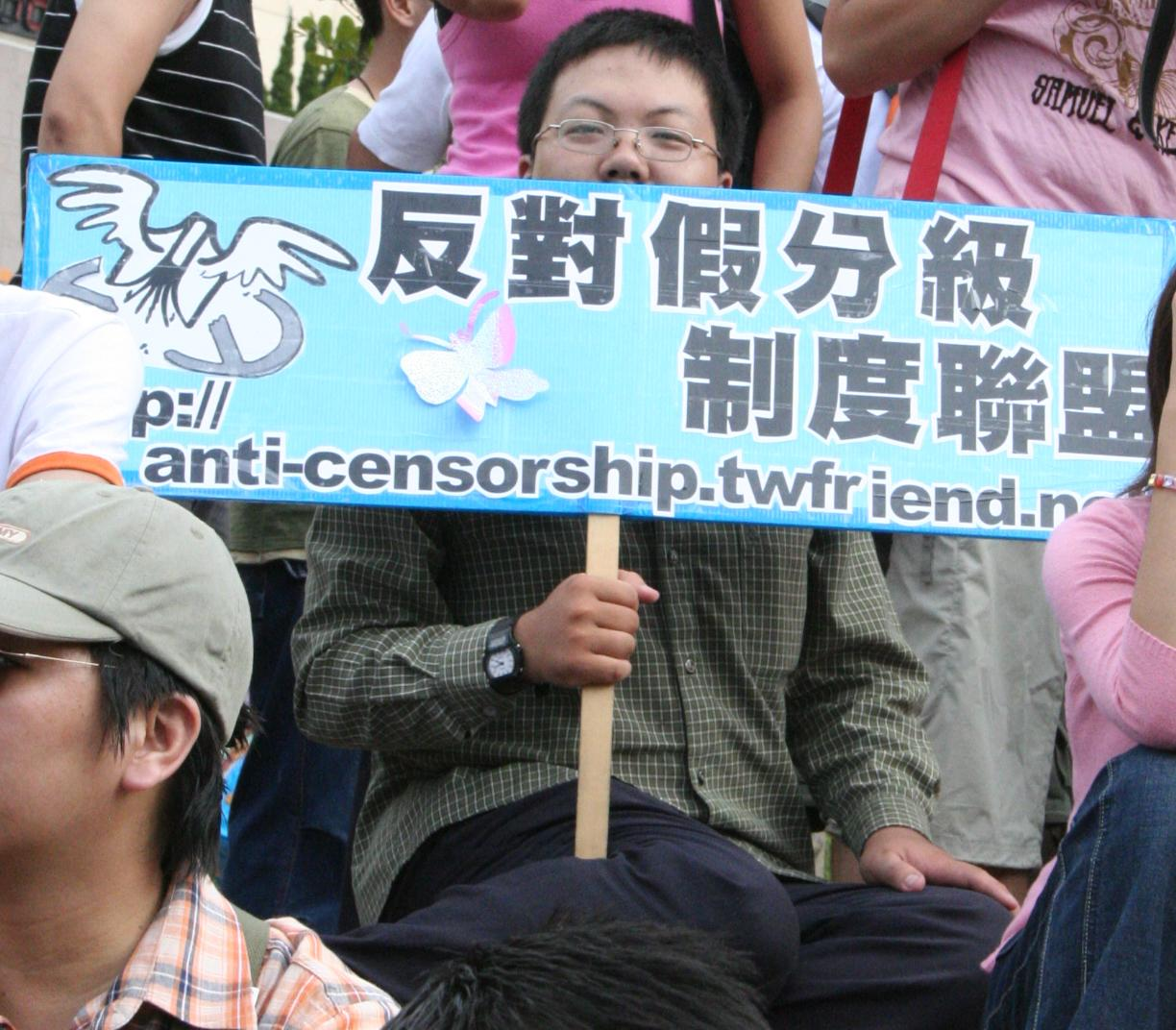
反對假分級制度聯盟參加2005年台灣同志大遊行。

在條文方面，這個條文的涵蓋範圍籠統，而在內容更是充斥著自由心證的如「過當描述」的字眼。另外整篇條文並沒有提到分級是由那個有官方授權的機構，只要求業者要自行先分級。
在告知方面，行政院新聞局的公告僅有在其網站上，下游業者要到正式執行前才被告知；而審查機構方面，中華民國出版品評議基金會是負責審理出版品，並衍生出爭議如下：
1. 由於基金會是民間自律組織，無授權法源依據，配合分級審查是否允當。
2. 基金會內部易被認為黑箱作業，外界不易瞭解審查標準和過程。
3. 出版品分級僅「普遍、限制」兩級，不若同法規的錄影節目帶分「限制、輔導、保護、普遍」四級，造成非黑即白，限制創作及閱讀空間。

另在處罰方面，一經舉發，勒令停業一個月到一年，沒有太大的緩衝空間。

### 與日本、韓國分級制度比較
（來源：FreeSpeechTaiwan.net）
1. 在日、韓是以自律方式分級，而不是強制規定的方式。
2. .日、韓對於法律的適用標的、標準有明確的定義，不會含糊不清。
3. 有規劃專門審議的單位，而不是要求無強制力的出版品分級專業團體提供意見。
4. 日本分級無中央主管機關，韓國則是由三個法定機構執行法定程序，新聞局在法中沒規定自己扮演的角色。
5. 在地方執行方面，日本按地區不同有列書單的個別指定和針對內容的包括指定，韓國是地方依法行事，台灣由地方直轄縣市追蹤檢查。
6. 日、韓審議單位的組成都有制度化，台灣版本完全未提。
7. 日、韓都有緩衝的處罰制度，台灣是一經舉發就瓜蔓抄重罰。

## 影響
1. 不清楚的條文反而造成混亂，無法達到立法的目的。
2. 對於出版及相關產業業者，為避免觸法，等於自綁手腳。

## 相關
- 踰越限制級
- 兒童及少年福利法

## 外部連結
- 反對假分級制度聯盟(網址無連結)（页面存档备份，存于）
- 台灣性別人權協會網站（页面存档备份，存于）
- 反對假分級特別報導(網站無連結)
- 財團法人中華民國出版評議基金會(運作停止)（页面存档备份，存于）
- 台灣圖書分級制之研究(網站無連結)
- 中華民國出版倫理自律協會（页面存档备份，存于）